# Gemena
Gemena   er hovedstaden  provinsen Syd-Ubangi  i Den Demokratiske Republik Congo. Den har en befolkning på 350.511 (2017). Byen har en stor lufthavn og er vært for den 10. integrerede brigade i Congos hær siden 2007.
Mobutu Sese Sekos mor, Mama Yemo, døde i Gemena i 1971; et stort mausoleum blev bygget til hendes minde.